# Kazuya Katō
Kazuya Katō (jap. 加藤 和也, Katō Kazuya; * 17. Januar 1952 in der Präfektur Wakayama) ist ein japanischer Mathematiker, der sich mit arithmetischer algebraischer Geometrie und Zahlentheorie beschäftigt.
Katō wuchs in der Präfektur Wakayama auf und besuchte die Universität Tokio, wo er 1975 sein Vordiplom und 1977 sein Diplom machte. 1980 promovierte er dort bei Yasutaka Ihara und wurde 1982 Dozent. 1984 wurde er Assistenzprofessor und 1990 Professor. 1992 wechselte er an das Tokyo Institute of Technology, kehrte 1997 an die Universität Tokio zurück und ging 2001 an die Universität Kyōto.
Katō gilt als einer der führenden Zahlentheoretiker. Er arbeitete unter anderem über höherdimensionale Verallgemeinerungen der lokalen Klassenkörpertheorie (in den 1980er Jahren teilweise mit Shūji Saitō), p-adische Hodge-Theorie, spezielle Werte von L-Funktionen (Bloch-Kato-Vermutungen) und die Iwasawa-Theorie.
1988 erhielt er den Frühlingspreis der Japanischen Mathematischen Gesellschaft, 1995 den Inoue-Preis und 2005 den Gakushiin-Preis. 2006 hielt er einen Plenarvortrag auf dem Internationalen Mathematikerkongress in Madrid (Iwasawa Theory and Generalizations), 1990 war er Invited Speaker auf dem ICM in Kyoto (Generalized class field theory) und 2002 in Peking (Tamagawa number conjecture for zeta values). 2011 wurde er in die American Academy of Arts and Sciences gewählt.
Zu seinen Doktoranden zählen Takeshi Saitō und Masato Kurihara.

## Schriften
- mit Nobushige Kurokawa, Takeshi Saito: Number Theory. Band 1: Fermat’s Dream (= Translations of Mathematical Monographs. 186). American Mathematical Society, Providence RI 2000, ISBN 0-8218-0863-X.
- mit Shuji Saito: Global class field theory of arithmetic schemes. In: Spencer J. Bloch, R. Keith Dennis, Eric M. Friedlander, Michael R. Stein (Hrsg.): Applications of algebraic K-theory to algebraic geometry and number theory. Proceedings of the AMS-IMS-SIAM joint summer research conference,held June 12–18, 1983, with support from the National Science Foundation (= Contemporary Mathematics. 55, 1). American Mathematical Society, Providence RI 1986, ISBN 0-8218-5054-7, S. 255–331.